# Victim of Ritual
«Victim of Ritual» (с англ. — «Жертва ритуала») — первый сингл с третьего сольного альбома финской исполнительницы Тарьи Турунен Colours in the Dark. Вышел 12 июля 2013 года ограниченным изданием на CD в количестве 3000 копий и на виниловых пластинках в количестве 1500 копий.
15 июня 2013 года произошла утечка песни в Интернет, в результате чего песня стала доступна для распространения среди пиратов.

## Видеоклип
Видеоклип на песню вышел незадолго до выхода песни — 10 июля 2013 года. Видео было снято в Берлине.

## Список композиций
| №  | Название                             | Длительность |
| -- | ------------------------------------ | ------------ |
| 1. | «Victim of Ritual»                   | 5:54         |
| 2. | «Victim of Ritual (first demo)»      | 4:44         |
| 3. | «I Walk Alone (live from Luna Park)» | 4:05         |
| 4. | «Underneath (live from Luna Park)»   | 5:33         |

| №  | Название                        | Длительность |
| -- | ------------------------------- | ------------ |
| 1. | «Victim of Ritual»              | 5:54         |
| 2. | «Victim of Ritual (first demo)» | 4:44         |

## Участники записи
- Тарья Турунен — вокал, клавишные
- Алекс Шолпп[англ.] — электрогитара
- Кевин Чоун[англ.], Даг Уимбиш[англ.] — бас-гитара
- Кристиан Кречмар[англ.] — клавишные
- Майк Террана — ударные
- Макс Лилья — виолончель
- Тим Палмер[англ.] — микширование